# Кошкаин
Кошкаин — деревня в Вагайском районе Тюменской области, входит в состав Фатеевского сельского поселения.

## География
Деревня находится не далеко от реки Кашкаинка. Автомобильное сообщение. Остановка автобуса Выдумка в 600-ах метрах от деревни.

## Население
| 2010 |
| ---- |
| 12   |